# 科西亞克
50°57′0″N 28°1′23″E / 50.95000°N 28.02306°E
科西亞克（烏克蘭語：Косяк），是烏克蘭北部的村莊，隸屬日托米爾州的茲維亞赫爾區。該村面積0.38平方公里，海拔高度205米，2001年人口19，人口密度每平方公里50人。